# 马库斯·赖希勒
马库斯·赖希勒（英语：Marcus Raichle，1937年3月15日—）是一位美国神经学家，圣路易斯华盛顿大学医学院教授。

## 生平
他在过去40年来一直专注于PET和fMRI和应用这些技术所产生的脑成像信号功能的性质来研究人类的大脑的健康获疾病状态。值得注意的成就有发现血流量和氧消耗在大脑活动变化时的相对独立性，提供了功能磁共振成像的生理基础，发现了大脑功能的缺省模式（即有组织的内在活性）和它的信号系统——大脑默认模式网络，与发现有氧糖酵解对脑功能的独立于氧化磷酸化的影响。